# Меншун Григорій Іванович

Меншун Григорій Іванович (1912—1980) — капітан Червоної Армії, учасник Другої Світової Війни, Герой Радянського Союзу (1944).

## Біографія
Григорій Меншун народився 20 лютого 1912 року у селі Тулиголове (зараз — Кролевецький район Сумської области України). Після закінчення місцевої семирічки вступив до новоствореного колгоспу. В 1932 році пішов на службу до лав Червоної Армії. Демобілізувався в 1935 році і до початку війни працював головою колгоспу «Третій вирішальний».

## Сім'я
Одружився з Лозовською Онисею Кузьмівною. Мали дітей: Петро 1936 р.н., Валентина 1940 р.н., Анатолій 1945 р.н.

## Участь у бойових діях
Коли почалась Друга Світова війна, Меншуна Григорія мобілізували і направили на курси молодших командирів «Постріл» в місто Маріуполь. Одержавши звання хорунжого, був направлений на фронт. Воював у складі 61 армії Центрального фронту командиром сотні, а потім командиром 2 батальйону 467 стрілецького полку 81 стрілецької дивізії.
Бойове хрещення одержав в  боях на Курсько-Орловський дузі.
Особливо відзначився в боях за станцію Понирі, де з ротою автоматників, вже в званні поручника, атакував і вибив із неї німецько-нацистських загарбників, за що був нагороджений орденом Червоної Зірки.
В 1943 році було форсування Дніпра в районі села Глушець Лоєвського району Гомельської області, за що йому указом Президії Верховної Ради СРСР було присвоєно звання Героя Радянського Союзу. Потім були бої на території Польщі і Чехословаччини. Нагороджений орденами Великої Вітчизняної війни І і ІІ ступенів, медалями «За відвагу» та «За бойові заслуги». Був двічі поранений і контужений.
Війна закінчилась в званні капітана в кінці 1945 році в Чехословаччині в місті Пардубіце, недалеко від Праги. Демобілізований в березні 1946 року. 
Повернувшись додому, працював головою колгоспу, головою сільської ради.
Все життя прожив з двома уламками від гранати.
За спогадами мешканців села Тулиголове, після війни вбив жінку, яка прийшла просити милостиню, але не був за це покараним.